# 5e Sommet des Amériques

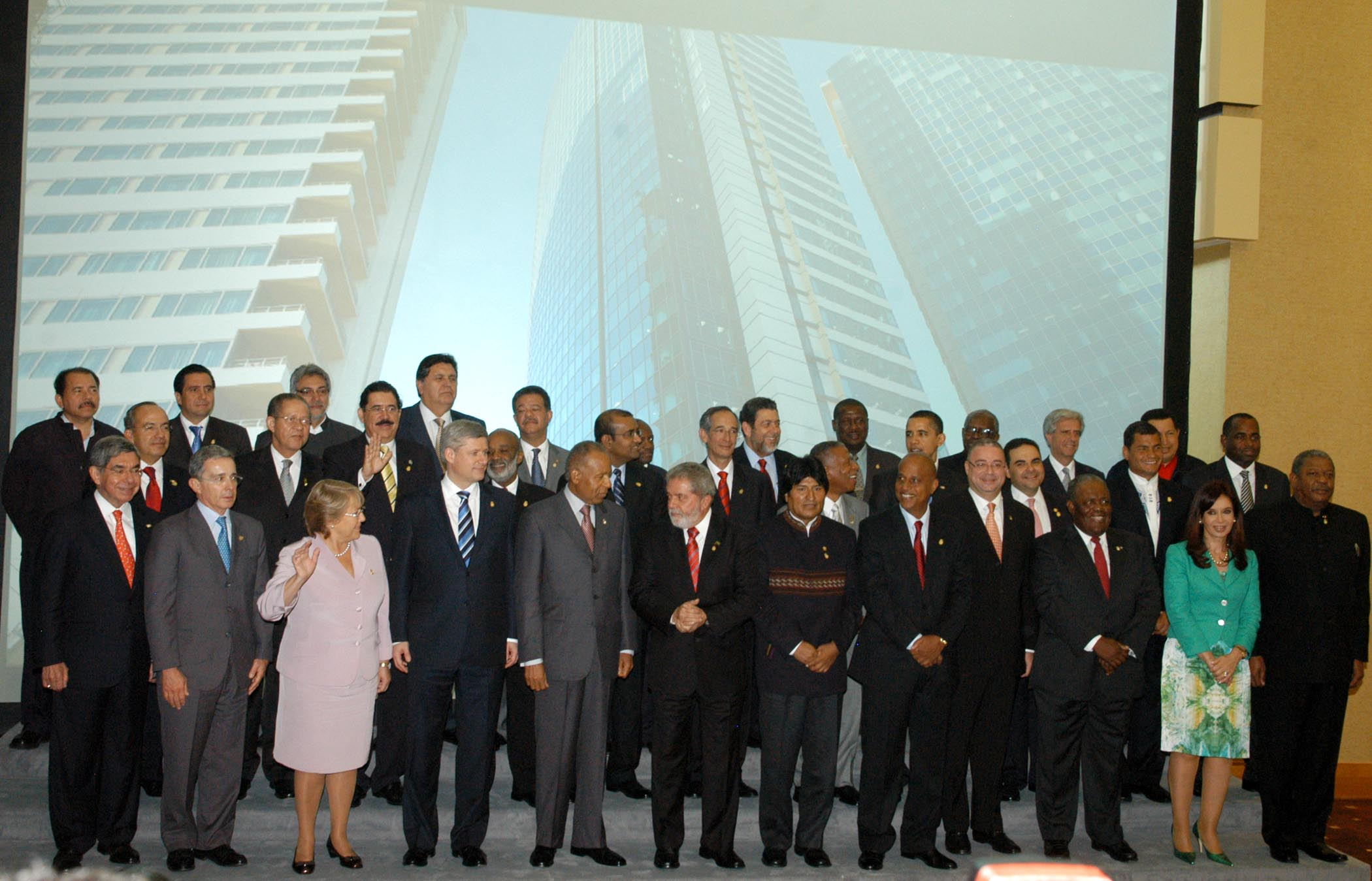
La photo officielle des chefs d'État

Le 5e Sommet des Amériques se tenait du 17 au 19 avril 2009 à Port-d'Espagne, la capitale de Trinité-et-Tobago. Le thème officiel de la conférence internationale était Assurer l’avenir de nos citoyens à travers la promotion de la prospérité humaine, la sécurité énergétique et la durabilité environnementale.

## Discussions économiques
Des discussions ont porté sur la crise économique, ceci incluant les questions de l'accès à un crédit accru et des prêts des banques multilatérales, des banques sub-régionales et des banques internationales de développement. Parmi les autres questions abordées figuraient notamment la promotion de la prospérité, la sécurité énergétique et le développement durable.

## Relations avec les États-Unis
Les dirigeants des pays d'Amérique y ont rencontré le nouveau président des États-Unis Barack Obama en réunion pour la première fois. Plusieurs dirigeants d'Amérique latine, le président vénézuélien Hugo Chávez en tête, lui ont demandé de mettre fin à l'embargo commercial sur Cuba. Ce dernier avait franchi un premier pas le 13 mars en annonçant la fin des restrictions sur les voyages et les transferts d'argent des Américano-Cubains vers l'île.
Hugo Chávez, surnommé par les médias la « bête noire » des États-Unis sous le gouvernement républicain de George W. Bush, a chaleureusement salué le président Obama à l'ouverture du sommet, lui déclarant vouloir « être son ami ». Il lui a plus tard offert un livre, Les Veines ouvertes de l'Amérique latine, et l'a dédicacé « Pour Obama, affectueusement ».
Hugo Chávez, qui avait rappelé son ambassadeur aux États-Unis en septembre 2008, a nommé Roy Chaderton à ce poste le 18 avril, au cours du sommet.